# Rosemary Joshua
Rosemary Joshua (* 16. Oktober 1964 in Cardiff) ist eine walisische Opernsängerin (Sopran) und bekannte Händel-Interpretin.

## Leben
Nach dem Schulabschluss in Cardiff studierte Rosemary Joshua am Londoner Royal College of Music. Anfang der 1990er Jahre debütierte sie in Aix-en-Provence als Angelica in Händels Orlando. Danach führten sie Engagements an die Scottish Opera, die Royal Opera und weitere bedeutende Opernhäuser Europas und Nordamerikas.
Einen Schwerpunkt ihrer Arbeit bildet die Interpretation barocker Musik. So sang sie u. a. geistliche Lieder von Henry Purcell und hat mit führenden Orchestern, die sich um die Historische Aufführungspraxis bemühen, wie der Akademie für Alte Musik Berlin oder Les Musiciens du Louvre, zusammengearbeitet.

## Diskografie (Auswahl)
- Georg Friedrich Händel: Semele, 2008, Chaconne.
- Georg Friedrich Händel: Duets, 2010, Chaconne/Chandos.
- Georg Friedrich Händel: Orlando: Dramma per musica in Three Acts, 2011. Warner Music Germany, 3 CD.
- Georg Friedrich Händel: Ombra Cara, Arien, Harmonia Mundi.
- Engelbert Humperdinck: Hänsel und Gretel, 2009, Warner Music, Hamburg.
- John Blow: Venus and Adonis, Harmonia Mundi
- Henry Purcell: Harmonia Sacra: Fünfzehn Geistliche Lieder etc. Les Talents Lyriques, Christophe Rousset, Aparté, Harmonia Mundi[1]